# Prejubilación
Prejubilación es la situación de un trabajador por cuenta ajena que abandona su actividad laboral antes de la edad legal de jubilación, mediante un acuerdo con su empresa. A dicho acuerdo se puede llegar con la participación y conformidad de los sindicatos y de la Administración o ser, exclusivamente, privado entre empresa y trabajador.
La prejubilación no es una jubilación anticipada, ya que no está contemplada en ninguna ley y, además, los pagos al trabajador los realiza la propia empresa que le despide. En realidad, la prejubilación desemboca en una jubilación anticipada no voluntaria.

## Antecedentes
La prejubilación se convirtió, en las dos últimas décadas del siglo XX, en un mecanismo no traumático para ajustar los excedentes de plantilla de los sectores industriales españoles en situación de crisis. Posteriormente, el sistema lo han utilizado grandes empresas para reducir costes, reorganizando sus estructuras y procesos, a la par que otras entidades del sector público en dificultades económicas.

## Procedimiento
Durante los años que le faltan al prejubilado para llegar a su jubilación efectiva, la empresa se compromete al pago de un porcentaje de sus ingresos anteriores. En dicho porcentaje pueden tenerse en cuenta otro tipo de subsidios que el empleado cobraría por ser dado de baja en la empresa, como indemnización por despido o prestaciones económicas públicas a trabajadores en paro.
Los prejubilados no causan baja en la Seguridad Social, ya que su antigua empresa continúa pagando su cotización mediante un convenio especial  hasta la jubilación.
Salvo excepciones, el estar incluido en un proceso de prejubilación se basa en un criterio objetivo, determinado por la edad del trabajador. En algunos casos, existe compromiso de la empresa para crear, a cambio, nuevos puestos de trabajo.
Sin embargo, no hay una regla fija, ya que cada propuesta de prejubilación es distinta. Según la situación de la empresa, hay propuestas por causa de ajustes en una crisis y hay propuestas de empresas con buenos resultados que pretenden mejorar su competitividad o reducir costes.

## España
No hay datos fiables publicados sobre la cantidad de trabajadores que han pasado o están pasando por esta situación, aunque la administración pública debe de tener registro exacto de todos ellos.

### Legislación española
La prejubilación no está contemplada en el ordenamiento jurídico español. Se trata de un pacto privado entre empresa y trabajador, cuyo objetivo es un despido pacífico y la llegada a una futura jubilación sin traumas.
Sin embargo, como no puede ser de otra manera, a la situación posterior sobrevenida le será de aplicación la legislación vigente. Es por ello que, los diferentes gobiernos, han tenido en cuenta la existencia de los prejubilados a la hora de modificar leyes o prever un tratamiento legal específico.
En este sentido, las últimas modificaciones que afectaron a este colectivo fueron:
En el año 2011, la ley 27/2011 del 2 de agosto, sobre actualización, adecuación y modernización del sistema de Seguridad Social, aprobada por el gobierno de José Luis Rodríguez Zapatero, modifica la jubilación y sus condiciones: Retraso en la edad de jubilación, modificación cálculo de la base reguladora, modificación en el cálculo de la cuantía de la pensión, cambios en la jubilación anticipada, coeficientes reductores por trimestres y factor de sostenibilidad del sistema a partir de 2027
Dicha ley entró en vigor para estos cambios el 1 de enero de 2013 Sin embargo, en su redacción se incluye la disposición final duodécima que fija una salvaguardia de estos cambios para los prejubilados que ya tuvieran en marcha sus procesos.
Por otra parte, en la disposición adicional decimosexta, sobre expedientes de regulación de empleo, se obliga a las grandes empresas con despidos colectivos de trabajadores, de 50 años o más, a una aportación económica para costear sus cotizaciones y prestaciones de desempleo (es la llamada en su momento enmienda Telefónica).
En el año 2012, la ley 3/2012 del 7 de julio, de medidas urgentes para la reforma del mercado laboral, aprobada por el gobierno de Mariano Rajoy, modifica a la baja el número de trabajadores  que deben considerarse para fijar la aportación económica de las empresas y marca los plazos de tiempo para su cálculo.
En el año 2013, el Real Decreto ley 5/2013 del 16 de marzo, de medidas para favorecer la continuidad de la vida laboral de los trabajadores de mayor edad y promover el envejecimiento activo, aprobado por el gobierno presidido en funciones por Soraya Sáenz de Santamaría, anuncia compatibilidad entre pensión de jubilación y trabajo, mayores requisitos para el acceso a la jubilación anticipada y marca nuevas condiciones a la compensación económica a realizar por las empresas.
A finales del año 2013, el Real Decreto ley 16/2013, de 21 de diciembre, de medidas para favorecer la contratación estable y mejorar la empleabilidad de los trabajadores, aprueba en su artículo 5 excluir de las aportaciones económicas por mayores despedidos a las empresas con pérdidas en España, aunque su grupo tenga beneficios en el exterior.